# Hrabstwo Lincoln (Missouri)
Hrabstwo Lincoln (ang. Lincoln County) – hrabstwo we wschodniej części stanu Missouri w Stanach Zjednoczonych. Obszar całkowity hrabstwa obejmuje powierzchnię 640,41 mil2 (1 659 km²). Według danych z 2010 r. hrabstwo miało 52 566 mieszkańców. Hrabstwo powstało 14 grudnia 1818 roku i nosi imię Benjamina Lincolna – generała w wojnie o niepodległość Stanów Zjednoczonych.

## Sąsiednie hrabstwa
- Hrabstwo Pike (północ)
- Hrabstwo Calhoun (Illinois) (wschód)
- Hrabstwo St. Charles (południowy wschód)
- Hrabstwo Warren (południowy zachód)
- Hrabstwo Montgomery (zachód)

## Miasta
- Elsberry
- Foley
- Hawk Point
- Moscow Mills
- Old Monroe
- Troy
- Winfield

## Wsie
- Cave
- Chain of Rocks
- Fountain N’ Lakes
- Silex
- Truxton
- Whiteside